# یعقوب برادعی
یعقوب برادعی به عنوان اسقف ادسا بود که فعالیت‌های مبلغی وی منجر به کلیسای غیر کلسدونی یعنی کلیسای ارتدکس سریانی شد که همچنین به کلیسای یعقوبی معروف است. یعقوبی‌ها طرفدار مونوفیزیت یا تک‌طبیعت‌گرایی اند. البرادعی یا البردعی، کلمه‌ای سریانی بود که یعقوب بدان ملقب گردید. سبب این لقب، آن بود که وی لباس‌های ضخیمی می‌پوشید که از پالان [الاغ و قاطر] ساخته شده بود.

## ظهور یعقوب برادعی (۵۰۰ – ۵۷۷. م)
در قرن ششم میلادی، راهبی به نام «یعقوب بارادیوس» (در عربی: یعقوب البردعی) ظهور کرد که ضمن پذیرش دیدگاه مونوفیزیتی، به ترویج و توسعه این نظریه در میان مسیحیان شرقی همت گماشت و موفقیت زیادی نیز کسب نمود.
به زودی وی توانست، گروه زیادی را گرد خود آورد و به دنبال آن، کلیسای یعقوبی را بنیان نهاد.
البته «یعقوبی» توسط پیروان این کلیسا به کار برده نشد بلکه عنوانی بود که از سوی ارتدوکس رومی برای پیروان این کلیسا پذیرفته شد تا بدین وسیله، آنها را از کلیسای ارتدوکس شرقی سوریه (که آنها هم «غیر کالسدونی» بودند) متمایز گرداند.

## زندگی یعقوب برادعی
یعقوب که از پدری روحانی، زاییده شده بود در دو سالگی به دیر رهبانی سپرده شد تا تحت تعالیم مذهبی رشد کند. او به شدت به مراقبه و تهذیب نفس پرداخت و پس از مرگ والدینش تمام میراثش را به فقرا بخشید و بندگان پدرش را نیز آزاد کرد.
به زودی آوازهٔ وی فراگیر شد و شهرت وی «تئودورا» امپراتور وقت را تحت تأثیر قرار داد. «تئودورا» بسیار مایل بود که او را از نزدیک ببیند و به همین دلیل او را به قسطنطنیه فرا خواند و او را مورد تکریم قرار داد.
از همین رو او در سال ۵۲۷ میلادی به دادگاه بیزانسی در قسطنطیه فرستاده شد و تا سال ۵۴۳ میلادی تحت امپراتوری «تئودورا» مشغول فعالیت بود.
یعقوب در سال ۵۴۳ میلادی توسط پاتریارک اسکندریه «تئودوسیوس» به عنوان اسقف ادسا برگزیده شد.
وی مدتها به صورت مخفیانه به مسافرت پرداخت و برای توسعه دیدگاه‌های مونوفیزیتی بسیار تلاش کرد. مسافرتهای او که با لباس مبدل و در هیئت فقیران انجام می‌شد سبب گردید که به وی لقب بارادیوس بدهند.
به هر حال او با غیرت و تعصب خاص خویش و فعالیتهای بی‌وقفه‌اش توانست دیدگاه مونوفیزیتی‌ها را که در سراشیبی سقوط و در حال انهدام بود، جانی دوباره بخشیده و آن را احیا کند.